# Терясраутела
Те́рясраутела (фин. Teräsrautela) — один из районов города Турку, входящий в округ Лянсикескус.

## Географическое положение
Район расположен к северо-западу от центральной части Турку.

## Население
В 2004 году численность население района составляла 3554 человека, из которых дети моложе 15 лет — 11,73 %, а старше 65 лет — 20,17 %. Финским языком в качестве родного владели 96,57 %, шведским — 2,42 %, а другими языками — 1,01 % населения района.